# بیا بریم جای دیگه
بیا بریم جای دیگه (به هندی: Kahin Aur Chal) و (به انگلیسی: Let's Go Elsewhere) فیلمی هندی محصول سال ۱۹۶۸ و به کارگردانی ویجی آناند است. در این فیلم بازیگرانی همچون دو آناند و آشا پارک ایفای نقش کرده‌اند.